# Маунт Стерлинг (Илиноис)
Маунт Стерлинг (енгл. Mount Sterling) град је у америчкој савезној држави Илиноис. По попису становништва из 2010. у њему је живело 2.025 становника.

## Демографија
Према попису становништва из 2010. у граду је живело 2.025 становника, што је 45 (2,2%) становника мање него 2000. године.
| Група             | 2000.         | 2010.         |
| Белци             | 2.027 (97,9%) | 1.965 (97,0%) |
| Афроамериканци    | 3 (0,1%)      | 9 (0,4%)      |
| Азијати           | 7 (0,3%)      | 9 (0,4%)      |
| Хиспаноамериканци | 20 (1,0%)     | 21 (1,0%)     |
| Укупно            | 2.070         | 2.025         |